# Eidangerfjord
L'Eidangerfjord è un fiordo situato nel comune di Porsgrunn, che fa parte della contea di Telemark in Norvegia.

## Descrizione
L'Eidangerfjord ha una lunghezza di 6 km e si estende tra il villaggio di Brevik e l'isola di Sandøya. L'isola più grande che fa parte del fiordo è Kattøya, situata alla testa dell'Eidangerfjord.
Brevik funge anche da porto per la spedizione del cemento prodotto nel grande cementificio Norcem. Un altro insediamento posto sulla sponda occidentale del fiordo è Heistad. Stathelle, un villaggio di 8 000 abitanti, è situato sulla giunzione tra i fiordi Breviksfjord e Frierfjord con l'Eidangerfjord.